# Розен, Конрад де
Конрад де Розен (фр. Conrad de Rosen; 29 сентября 1628, Клейн-Ропп [Лифляндия] — 3 августа 1715, замок Больвиллер [Больвиллер, Эльзас]), граф де Больвиллер, сеньор д'Эрвиллер — французский военачальник, маршал Франции, рыцарь орденов короля.

## Биография
Принадлежал к линии Клейн-Ропп остзейского рода фон Розен. Третий сын Фабиана фон Розена, герра фон Клейн-Ропп и Рейскум (1590—1633), и Софии фон Менгден (1597—1673).
В 13 лет поступил в коллегий в Риге, где учился до 1644 года. Тяготясь учёбой и мечтая о военной карьере, сбежал и присоединился к кавалерийскому отряду принца Саксонского, проходившему через город. По причине юного возраста принц определил Конрада своим пажом, но вскоре был вынужден отослать его в Ригу по требованию родителей.
Поступил кадетом к своему родственнику генералу фон Розену, командовавшему гвардией шведской королевы Кристины. Убил на дуэли капитана, был приговорён к обезглавливанию военным советом, но сумел бежать из страны благодаря содействию королевы. Направился во Францию к другому своему родственнику, генерал-лейтенанту Рейнгольду де Розену. Проездом через Франкфурт проиграл все деньги. В отчаянии от этой потери он в 1651 году записался под чужим именем в кавалерийский полк Бринона.
Три года прослужил рядовым. Потеряв лошадь, пытался с несколькими приятелями добыть деньги с помощью грабежа, но был задержан. Одного из его товарищей повесили, и Розену пришлось открыть полковнику графу де Бринону своё настоящее имя, чтобы избежать казни. Полковник, находившийся в хороших отношениях с Рейнгольдом де Розеном, назначил его родственника корнетом (1654).
В том же году в составе армии маршала Лаферте принимал участие в осаде Бельфора, сдавшегося 23 февраля, в форсировании Аррасских оборонительных линий 25 августа, взятии Клермон-ан-Аргона 24 ноября.
При осаде Ландреси 14 июля 1655 произведён в лейтенанты. Служил в ходе осады Конде, взятого 18 августа маршалами Тюренном и Лаферте, затем при осаде Сен-Жюльена, капитулировавшего 25-го.
В 1656 году стал капитаном в полку Бринона, где его сослуживцами в это время были граф фон Нассау-Оттвейлер и Никола Катина. Служил в армии Лаферте, взявшей 16 июля Валансьен. 6 августа 1657 участвовал во взятии Монмеди, 30 августа 1658 — Гравелина.
С началом Деволюционной войны произведён в подполковники кавалерийского полка Розена, мобилизованного 20 ноября 1667. 30 декабря, после смерти Рейнгольда, получил командование его полком, но уже 26 мая 1668, после подписания мира, тот был расформирован.
Розен был настолько недоволен окончанием войны и необходимостью распустить солдат, что намеревался навсегда покинуть службу. С началом Голландской войны военный министр Лувуа не без труда убедил его вновь взяться за оружие.

## Голландская война
Получив 23 августа 1671 комиссион на формирование кавалерийского полка, Розен поступил под начало маршала Тюренна, старого врага своего тестя, и стал его доверенным лицом.
В кампанию 1672 года участвовал в завоевании Мазека и Сен-Трона 15 мая, Тонгерена 26-го, Бюрика (3 июня), Реса (7 июня), Арнема (15 июня), форта Скенк (19 июня), Нимвегена (9 июля), острова Боммел и города Залтбоммела (9 сентября).
В 1673 году в армии короля принимал участие в осаде и взятии Маастрихта (29 июня).
В кампанию 1674 года в армии принца Конде храбро сражался в битве при Сенефе (11 августа), и участвовал в деблокировании Ауденарде (21 августа), осаждённого принцем Оранским.
12 марта 1675 произведён в бригадиры. Служил при осаде Лимбурга, сданного графом фон Нассау 21 июня. 30 октября назначен инспектором кавалерии на зимний период.
Был при осаде Конде, сдавшегося 26 апреля 1676, Бушена (11 мая), Эра (31 июля), снятии осады Маастрихта, предпринятой союзниками (27 августа).
Участвовал во взятии Валансьена королём 17 марта 1677, затем во взятии Камбре (5 апреля; цитадель — 17-го). Помешал войскам противника прийти на помощь осаждённым и был опасно ранен в ходе этой осады.
20 января 1678 произведён в лагерные маршалы. В составе Фландрской армии отправился на осаду Гента, сдавшегося королю 9 марта (замок — 12-го), и Ипра (взят 25 марта).
В кампанию 1679 года воевал под началом маршала Креки. 21 июня разбил бранденбуржцев в полутора лье от Миндена, а 30-го нанёс им поражение при переправе через Везер, захватив вражеские окопы.
В 1680 году направлен королём в Эльзас с поручением к дофину; тогда же купил у графов Фуггеров баронию Больвейлер (Больвиллер). В следующем году перешёл из лютеранства в католицизм.
В ноябре 1682 отставлен от командования полком, и 1 декабря определён в корпус маркиза де Латруса, направленный в Пьемонт. В 1686—1687 под командованием того же военачальника служил в Лангедоке, в Севеннах.
7 января 1688 назначен командующим в Руссильоне, на время отсутствия маркиза де Шазерона. Находился там четыре месяца. 24 августа произведён в генерал-лейтенанты армий короля.

## Война Аугсбургской лиги
В 1688 году командовал французскими экспедиционными войсками, посланными на помощь Якову II в Ирландию. С тысячей кавалеристов вплавь форсировал реку Финн на виду у регулярного неприятельского отряда из 8000 человек, который он затем разгромил. За этот успех Стюарт в 1689 году произвёл Розена в маршалы Ирландии.
19 апреля 1690 определён в Германскую армию, не предпринимавшую в том году активных действий. 16 июля получил должность генерал-кампмейстера кавалерии, вакантную после смерти барона де Монклара.
14 марта 1691 назначен во Фландрскую армию короля. Был при осаде Монса, капитулировавшего 9 апреля, затем действовал в войсках маршала Люксембурга и сражался в битве при Лёзе 18 сентября.
30 апреля 1692 года направлен в армию дофина и маршала Люксембурга. Был при осаде Намюра, взятого королём 5 июня (замок — 30-го). 3 августа сражался в битве при Стенкерке, на следующий день в ходе преследования разбил два кавалерийских отряда противника, убив 30 человек и столько же взяв в плен.
8 мая 1693 получил один из первых восьми Больших крестов недавно основанного королём Военного ордена Святого Людовика. Снова действовал в составе Фландрской армии, командовал кавалерией и правым крылом в битве при Неервиндене 29 июля. Поведя в атаку части Дома короля, Розен внёс значительный вклад в победу в этом тяжёлом и кровопролитном сражении. Затем отличился при осаде Шарлеруа, взятого 11 октября.
В кампанию 1694 года во Фландрии участвовал в знаменитом марше французов от Виньямона к Эспьеру 22 августа.
Был при бомбардировке Брюсселя 13—15 августа 1695.
17 апреля 1696 и 7 мая 1697 также назначался во Фландрскую армию, где командовал кавалерией. Находился при осаде Ата, капитулировавшего 5 июня 1697.

## «Осада Компьена»
13 августа 1698 направлен в Кудёнский лагерь, близ Компьена. Командовал там кавалерией, и на манёврах, детально воспроизводивших осаду крепости, руководил группой войск, противостоявшей частям маршала Буфлера и герцога Бургундского.
Необыкновенное по размаху и пышности театрализованное представление, состоявшееся 13 сентября, описывает герцог де Сен-Симон:

Последним актом пьесы было сражение между первой и второй линиями войск в полном составе. Одной командовал первый из генерал-лейтенантов месье Розен, другой — маршал де Буффлер, при котором генералом состоял монсеньор герцог Бургундский. Зрелище это наблюдали Король, мадам герцогиня Бургундская, принцы, дамы, весь двор и множество любопытных; Король и все мужчины — верхом, дамы — в каретах. Пьеса была сыграна безупречно и длилась довольно долго; но когда пришел черед второй линии отступать под натиском врага, Розен никак не мог на это решиться, что изрядно затянуло действие. Месье де Буффлер не раз уведомлял его от имени монсеньора герцога Бургундского о том, что пора отступать; но Розен впадал в ярость и отказывался подчиниться. Король, лично наметивший ход сражения, очень смеялся и, глядя на бесконечные перемещения адъютантов и затянувшееся сражение, сказал: «Розену не нравится играть роль побежденного». Наконец он самолично приказал ему отступать. Розен повиновался, но был так недоволен, что сорвал досаду на адъютанте, передавшем приказ. Всю дорогу назад и весь вечер только об этом и толковали.— Сен-Симон. Мемуары, с. 435
В том же году получил от Людовика XIV 200 000 ливров из наследства сюринтенданта финансов и президента Парижского парламента Клода де Бюльона, в качестве компенсации за владения, конфискованные у врагов и пожалованные графу во время войны, но вновь отошедшие к противнику по условиям Рисвикского мира.

## Окончание военной службы
21 апреля 1702 назначен командиром отдельного корпуса Фландрской армии герцога Бургундского. 11 июня нанёс поражение кавалерии противника перед Нимвегеном. В этом бою союзники потеряли 1200 человек и часть обоза, а французы собрали богатую добычу.
14 января 1703 в Версале произведён в маршалы Франции. 20-го принёс присягу, и был отставлен от должности генерал-кампмейстера кавалерии, с позволением продать её за 222 500 ливров.
1 января пожалован в рыцари ордена короля, получил цепь Святого Духа 2 февраля 1705 в капелле Версаля.
После этого Розен удалился в свой замок Больвейлер в Верхнем Эльзасе. Ревностный христианин, он ещё в 1699 году приказал построить там часовню, и основал приорию, чтобы обеспечить средствами священника, служившего в этом месте, учредил мессы и раздачи милостыни, а также положил пожизненный пенсион своим слугам.
Умер в Больвейлере 3 августа 1715, и был погребён, согласно завещанию, без помпы и шума, в фамильном склепе в церкви Фельдкирха.
По утверждению де Курселя, войска любили Розена за его общепризнанную храбрость и щедрость к отличившимся. О его твёрдости и присутствии духа свидетельствует случай, произошедший в бытность подполковником одноимённого кавполка, стоявшего гарнизоном в Меце. Когда солдаты отказались выступать в поход, под предлогом недоплаченного жалования, Розен немедленно явился к мятежникам и приказал первому капитану выстроить людей и маршировать. Получив отказ, он немедленно размозжил ему голову выстрелом из пистолета, после чего повторил свой приказ следующему капитану. Тот повиновался без колебаний, и остальной полк последовал за ним.
Герцог де Сен-Симон, воевавший вместе с графом во Фландрии, упоминает его несколько раз в своих «Мемуарах», так как Розен во время кампаний любезно предоставлял ему для постоя свой дом в Страсбурге. В частности, по поводу введения в армии должностей директоров и инспекторов родов войск, ущемлявших, по мнению Сен-Симона, «права и достоинство кавалерийских и драгунских генералов», он добавляет:

Розен, дворянин из Померании на службе во французской армии, которого, несмотря на благородное происхождение, только счастливый жребий спас от казни за мародерство, и который дослужился до чина генерал-лейтенанта и генерал-лагермейстера кавалерии, оказался такой хитрой бестией, что и не вздумал обижаться, а, напротив, стал нововведение хвалить.— Сен-Симон. Мемуары, с. 162

## Семья

Герб дома фон Розен

Жена (3.02.1660): Мария София де Розен Гросс-Ропп (08.1638—8.10.1686), старшая дочь и наследница Рейнгольда де Розена, герра фон Гросс-Ропп в Лифляндии, генерал-лейтенанта армий короля, и Анны Маргаеты фон Эппе. Осталась лютеранкой, погребена рядом с родителями в замке Детвиллера.
Дети:
- трое детей, ум. во младенчестве
- Рейнольд-Шарль де Розен (10.01.1666—13.06.1744), граф де Больвиллер, генерал-лейтенант. Жена (13.07.1698): Мари-Беатрис-Октавия де Грамон (во Франш-Конте, ум. 1756), дочь графа Жана-Габриеля де Грамона и Элен-Эме де Монтагю-Бураван
- Жорж-Кристоф де Розен, известный как шевалье де Розен. Паж на главной королевской конюшне с 1 января 1681. Капитан Королевского пехотного полка, погиб в битве при Неервиндене в возрасте 23 лет.
- Анна-Жанна де Розен (12.01.1662—17.04.1727). Муж (13.11.1682): граф Никола-Фредерик де Роттенбург (ум. 1715), лагерный маршал
- Мари-Софи де Розен. (14.12.1663—1740). Муж (18.03.1684): барон Майнрад де Планта де Вильденберг (ум. 1693), подполковник пехоты, убит при Неервиндене
- Луиза-Маргарита де Розен[K 3] (1670—26.04.1746). Монахиня-визитадинка в Нанси с 1686 года (под именем Луизы-Франсуазы). Настоятельница монастыря Визитации в Нанси с 1706 года
- Жанна-Рене де Розен (1671—). Монахиня-визитадинка в Нанси
- Катрин-Мадлен де Розен (1675—). Монахиня-визитадинка в Нанси

## Комментарии
1. ↑  Родовое поместье, в 20 км от Лемзаля.
2. ↑  По обычаям войны, в мародерствовавших частях солдат казнили по жребию
3. ↑  Так у Зитцманна (Sitzmann, p. 609). Отец Ансельм и следующий ему Луи де Ла-Рок называют ее Луизой-Марией (Père Anselme, p. 658; La Roque, p. 142)